# مقاطعة تونر (داكوتا الشمالية)
مقاطعة تونر (بالإنجليزية: Towner County) هي إحدى مقاطعات ولاية داكوتا الشمالية في الولايات المتحدة الأمريكية. تأسست المقاطعة في 8 مارس 1883، وتم تنظيمها رسميًا في 24 يناير 1884. سُمّيت المقاطعة على اسم أوسكار إم. تونر، وهو رجل أعمال وعضو سابق في المجلس التشريعي الإقليمي.
تقع المقاطعة في الجزء الشمالي الشرقي من الولاية، وتحدها من الشمال مقاطعة مانيتوبا الكندية. تبلغ المساحة الإجمالية للمقاطعة نحو 2,696 كيلومترًا مربعًا، منها 2,655 كيلومترًا مربعًا من اليابسة، و44 كيلومترًا مربعًا من المياه، أي ما يشكل 1.6% من مساحتها.
بلغ عدد سكان مقاطعة تونر حسب تعداد عام 2020 نحو 2,162 نسمة، بينما تشير التقديرات لعام 2022 إلى انخفاض عدد السكان إلى حوالي 2,064 نسمة.
المقر الإداري للمقاطعة هو مدينة كاندو (Cando)، التي تأسست عام 1886 وتُعد أكبر مدن المقاطعة.